# Jeanne-Marie de Boccard
Jeanne-Marie de Boccard (* 28. März 1922 in Genf; † 16. Februar 2020 ebenda) war eine Schweizer Juristin, Diplomatin und Frauenrechtlerin.

## Biografie
Jeanne-Marie de Boccard war die Tochter von François Perréard und Marie Jeanne Bayard. Sie war mit dem Genfer Privatbankier Pierre de Boccard (1921–1995) verheiratet. Von 1942 bis 1945 studierte sie Jura an der Universität Genf. Danach wurde sie juristische Mitarbeiterin in der Abteilung für internationale Organisationen des „Eidgenössischen Departements für auswärtige Angelegenheiten“. Von 1977 bis 1989 war sie Vorstandsmitglied des „Bund Schweizerischer Frauenorganisationen“. Von 1991 bis 1997 war sie der Vorsitzein des „Internationalen Frauenrats“. Sie war auch ständige Vertreterin dieser Organisation und der Liberalen Internationale bei den Vereinten Nationen in Genf. Sie nahm ebenfalls an der zweiten und dritten internationalen Frauenkonferenz in Kopenhagen (1980) und Nairobi (1985), an verschiedenen internationalen Arbeitskonferenzen, an der Konferenz der Vereinten Nationen über Umwelt und Entwicklung in Rio de Janeiro 1992, an der Menschenrechtskonferenz in Wien 1993 und den Sitzungen des Menschenrechtsrates der Vereinten Nationen in Genf teil.

## Weblink
- Therese Steffen Gerber: Jeanne-Marie de Boccard. In: Historisches Lexikon der Schweiz.  11. August 2004, abgerufen am 28. November 2024.

| Personendaten    | Personendaten                             |
| ---------------- | ----------------------------------------- |
| NAME             | Boccard, Jeanne-Marie de                  |
| KURZBESCHREIBUNG | Schweizer Diplomatin und Frauenrechtlerin |
| GEBURTSDATUM     | 28. März 1922                             |
| GEBURTSORT       | Genf                                      |
| STERBEDATUM      | 16. Februar 2020                          |
| STERBEORT        | Genf                                      |